# Eutriptus jirinae
Eutriptus jirinae är en skalbaggsart som beskrevs av Tomas Lackner och Kapler 2007. Eutriptus jirinae ingår i släktet Eutriptus och familjen stumpbaggar. Inga underarter finns listade i Catalogue of Life.